# Đảng Mác-Lênin Đức
Đảng Mác-Lênin ở Đức (tiếng Đức: Marxistisch–Leninistische Partei Deutschlands, MLPD) là một đảng chính trị cộng sản ở Đức. Đảng này được thành lập vào năm 1982 bởi các thành viên của Liên đoàn Công nhân Cộng sản Đức (Kommunistischer Arbeiterbund Deutschlands; KABD) và là một trong những đảng đóng vai trò nhỏ ở Đức.

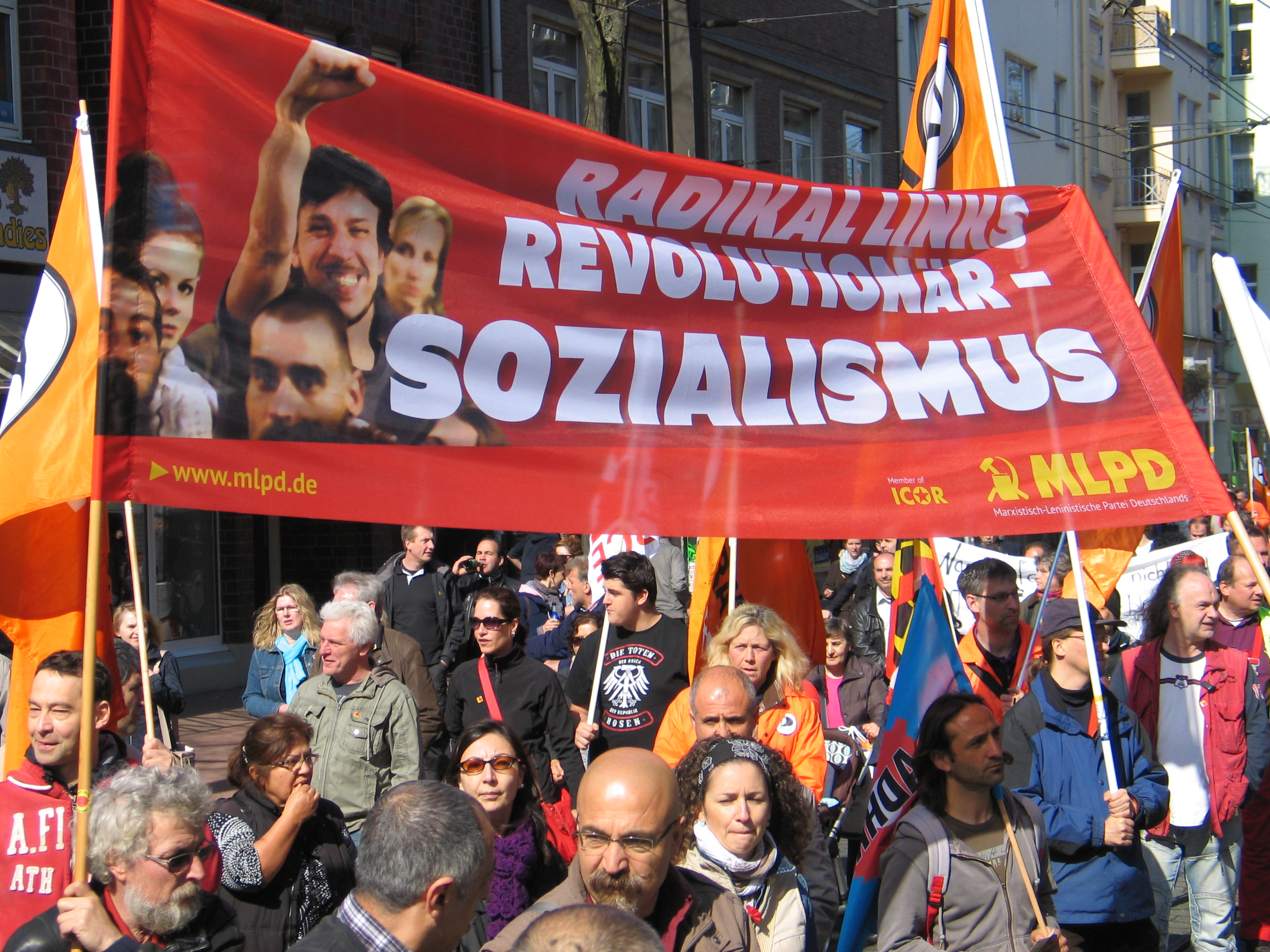
Biểu ngữ MLPD tại cuộc biểu tình năm 2013